# River Doon
River Doon är ett vattendrag i Storbritannien.   Det ligger i riksdelen Skottland, i den centrala delen av landet, 500 km nordväst om huvudstaden London.